# Palazzo Carafa di Santa Severina

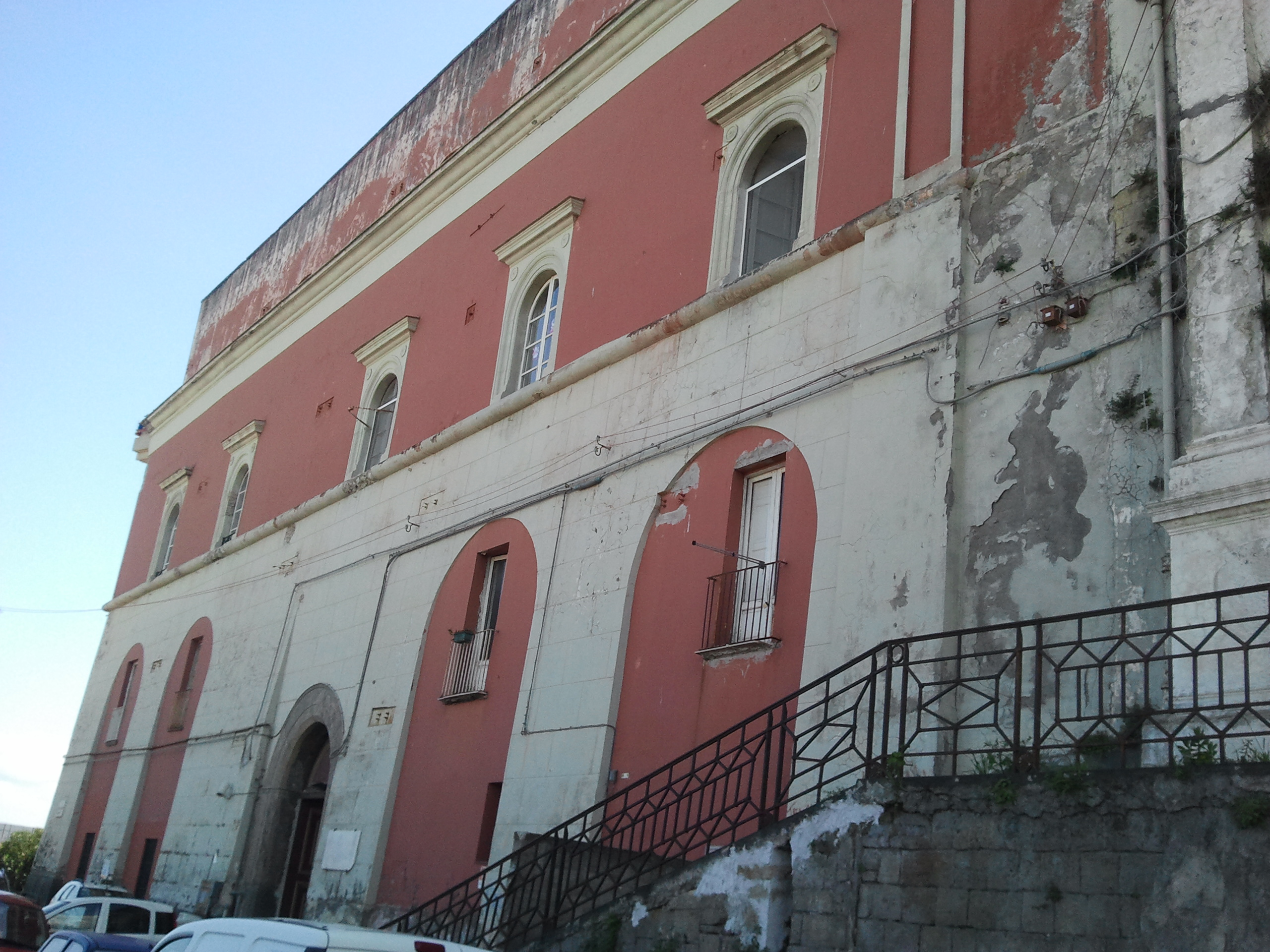
Palazzo Carafa di Santa Severina in Neapel, Fassade zur Via Egiziaca a Pizzofalcone.

Der Palazzo Carafa di Santa Severina (oder Palazzo Carafa della Spina a Pizzofalcone) ist ein Palast aus dem Beginn des 16. Jahrhunderts im Viertel San Ferdinando von Neapel in der italienischen Region Kampanien. Er liegt in der Via Egiziaca a Pizzofalcone, 44.

## Geschichte
Den Palast ließ Andrea Carafa della Spina, Graf von Santa Severina, ab 1512 erbauen. Er hatte 1509 einige Grundstücke vom Kloster San Pietro e Sebastiano erworben, um seinen Palast errichten zu lassen. Aus Carafa della Spinas Auftrag schrieb Catalani:

“Ordinò Egli, che fosse costrutto a modo di fortezza fra deliziosi giardini, e con vasti appartamenti a tutti e quattro i venti (...) onde poter godere di tutte le stagioni.“
(dt.: Dieser ordnete an, dass er in der Art einer Festung inmitten herrlicher Gärten gebaut werden solle, und mit großen Wohnungen in allen vier Himmelsrichtungen (...), damit man alle Jahreszeiten genießen könne.)

Nach dem Tod von Carafa della Spina im Jahre 1526 kaufte Francesco Loffredo den Palast mit seinem großen Garten. Später ließ dessen Sohn, Ferrante Loffredo, Markgraf von Trevico, letzte Erweiterungs- und Dekorationsarbeiten ausführen.
Der Palazzo Carafa di Santa Severina war das erste Herrenhaus in dieser Gegend, aber bald folgten weitere Adlige diesem Beispiel und ließen ihre Residenzen auf dem Hügel von Pizzofalcone errichten.
1651 kaufte der Vizekönig Iñigo Vélez de Guevara, Graf von Oñati, für den Hof den Palazzo Carafa di Santa Severina, um dort die Truppen einzuquartieren, die bis dahin in den Quartieri Spagnoli stationiert waren. In den folgenden Jahren schritt die Militarisierung der Gegend fort und 1670 wurde an Stelle der Gärten das Gran Quartiere di Pizzofalcone errichtet, um eine bessere Unterbringung der spanischen Soldaten zu ermöglichen.
1808 waren neben den Grenadieren der Königlichen Garde in dem Palast die Militärbibliothek und das Topografische Institut des Königreichs beider Sizilien untergebracht. Nach der Einigung Italiens wurde er Sitz der Abteilungen der Scharfschützen und der Kavallerie und darüber hinaus nach dem Zweiten Weltkrieg des Militärarchivs. Heute ist dort die Militärabteilung des Staatsarchivs von Neapel untergebracht.